# Miguel de Guzmán Ozámiz
Miguel de Guzmán Ozámiz, (12 de gener de 1936, Cartagena – Getafe, 14 d'abril de 2004) va ser un matemàtic i docent espanyol, acadèmic de la Reial Acadèmia de Ciències Exactes, Físiques i Naturals.

## Biografia
Va néixer en el si d'una família amb gran interès en la ciència. Ja de molt jove va demostrar una gran curiositat per les matemàtiques, especialment pels temes més abstractes. Va finalitzar el batxillerat el 1952 i malgrat aquest interès per les matemàtiques, va iniciar estudis d'enginyeria industrial a Bilbao, decisió probablement influïda per la situació laboral de l'època i del lloc.
Sense acabar els estudis facultatius de la carrera, va ingressar en la Companyia de Jesús, deixant-la amistosament el 1971. Va estudiar Humanitats i Filosofia a Múnic (Alemanya), llicenciant-se el 1961. Va tornar a Espanya i es va llicenciar en Matemàtiques i Filosofia el 1965. Va fer la seva tesi a la universitat de Chicago. Van ser anys de gran activitat intel·lectual i època en la qual va anar professor en diferents universitats com: Universitat Washington a Sant Louis, Princeton, Brasil i Suècia. Gràcies a aquests viatges va aconseguir cert domini de les llengües alemanya, portuguesa i italiana. A més parlava anglès, francès, llatí i grec.
Va morir als 68 anys a l'hospital de Getafe.

## Treball i divulgació de les Matemàtiques
Miguel de Guzmán va tornar a Espanya el 1969. Va ingressar com a agregat de la càtedra d'Anàlisi Matemàtica en la Universitat Autònoma de Madrid fins a l'any 1982 quan hi va aconseguir la càtedra on va romandre dos anys més. És nomenat membre de la Reial Acadèmia de Ciències Exactes, Físiques i Naturals el 1983 i el seu discurs de recepció es va titular Impactos del análisis armónico. De 1991 a 1998 va ser president de l'ICMI, Comissió Internacional d'Instrucció Matemàtica. La major part de la seva carrera docent transcorre en la Universitat Complutense de Madrid, com a catedràtic d'universitat fins a la seva defunció. Miguel de Guzmán posseeix en el seu honor una aula homònima dedicada a les matemàtiques en aquesta universitat.
El 1999 funda el projecte ESTALMAT (Estímul del talent matemàtic) a Madrid, amb la finalitat de potenciar el desenvolupament de les habilitats matemàtiques en els joves que demostren interès per això.
Recollint el llegat de Miguel de Guzmán, la Reial Societat Matemàtica Espanyola va proposar l'establiment d'una activitat anual de formació en matèria d'educació matemàtica que portés el seu nom i que anés digna de la seva memòria, implicant en la mateixa a alguna organització de professors de matemàtiques. L'Associació Gallega de Professors d'Educació Matemàtica (AGAPEMA) va brindar des de molt aviat la seva col·laboració per al desenvolupament d'aquesta Escola que porta funcionant anualment des de l'any 2005.
A Torrelodones va donar suport a la creació de la Escola Municipal de Pensament Matemàtic l'any 2003 juntament amb José María Martínez López de Letona, amb la pretensió d'atendre als nens que presentaven un talent matemàtic innat fent-los partícips dels aspectes més atractius de l'activitat matemàtica.

## Obres
- Differentiation of Integrals (Springer Verlag, Berlín, 1975)
- Real Variable Methods in Fourier Analysis (North Holland, Amsterdam, 1981).
- Cómo hablar, demostrar y resolver en matemáticas;
- Ecuaciones diferenciales ordinarias.Teoria de estabilidad y control ;
- Aventuras matemáticas;
- Los matemáticos no son gente seria;
- Para pensar mejor: Desarrollo de la creatividad a través de los procesos matemáticos.
- Ecuaciones diferenciales.